# Ballagófűformák
A ballagófűformák (Salsoloideae) a zárvatermők közé tartozó disznóparéjfélék (Amaranthaceae) egyik alcsaládja. Amint erre az alcsalád neve is utal, jellemzően sókedvelő (obligát halofiton) növények tartoznak ide.
A tudományos nemzetségnév Linnétől származik, a kicsinyítőképzős olasz salso sós és latin salsus sózott szóval. Az elnevezés a növény termőhelyére vonatkozik. Így jött létre a ballagófű, a magyar sófű, sósika, a német Salzkraut, azaz sófű elnevezés.

## Nemzetségek
Caroxyloneae Akhani & E. H. Roalson
- Caroxylon Thunb.
- Climacoptera Botsch.
- Halarchon Bunge
- Halimocnemis C. A. Mey.
- Halocharis Moq.
- Kaviria Akhani & E. H. Roalson
- Nanophyton Less.
- Ofaiston Raf.
- Petrosimonia Bunge
- Piptoptera Bunge
- Physandra Botsch.
- Pyankovia Akhani & E. H. Roalson

Salsoleae s.s.
- Anabasis L. (incl. Fredolia (Coss. & Durieu ex Bunge) Ulbr.)
- Arthrophytum Schrenk
- Cornulaca Delile
- Cyathobasis Aellen
- Girgensohnia Bunge ex Fenzl
- Halogeton C. A. Mey, with 5 species. (syn. Agathophora (Fenzl) Bunge, Micropeplis Bunge)
- Halothamnus Jaub. & Spach
- Haloxylon Bunge
- Hammada Iljin
- Horaninowia Fisch. & C. A. Mey
- Kali Mill.
- Lagenantha Chiov. (syn. Gyroptera Botsch.)
- Noaea Moq.
- Nucularia Batt.
- Rhaphidophyton Iljin
- ballagófű (Salsola L.) (syn. Darneilla Maire & Weiller, Fadenia Aellen & Townsend, Neocaspia Tzvelev, Hypocylix Wol., Seidlitzia Bunge ex Boiss.)
- Sympegma Bunge
- Traganum Del.
- Traganopsis Maire et Wilczek
- Turania Akhani & E. H. Roalson
- Xylosalsola Tzvelev

incertae sedis
- Iljinia Korovin